# Carlos Santos (1937–2016)
Carlos Alberto dos Santos, mais conhecido por Carlos Santos (Lisboa, 4 de outubro de 1937 – Faro, 27 de novembro de 2016) foi um ator português.
Morreu a 27 de novembro de 2016, aos 79 anos de idade, no Hospital de Faro, na sequência de um pós-operatório mal sucedido.
Vivia com a também atriz Amélia Videira, com quem iria casar em dezembro.

## Filmografia

### Televisão
| Ano       | Título                                | Papel                     | Canal      |
| --------- | ------------------------------------- | ------------------------- | ---------- |
| 1963      | O Alfageme de Santarém                |                           | RTP1       |
| 1963      | O Doente Profissional                 |                           | RTP1       |
| 1965      | Uma História Por Semana               |                           | RTP1       |
| 1966      | As Preciosas Ridículas                |                           | RTP1       |
| 1967      | A Casa de Simão Leonardo              |                           | RTP1       |
| 1968      | Véspera de Casamento                  |                           | RTP1       |
| 1970      | El Rei Seleuco                        |                           | RTP1       |
| 1970      | Henrique IV                           |                           | RTP1       |
| 1971      | A Vida do Grande D. Quixote           | Merlim                    | RTP1       |
| 1971      | A Capital                             | Teodósio                  | RTP1       |
| 1973      | O Grande Negócio                      | Daupherty                 | RTP1       |
| 1973      | O Pomar das Cerejeiras                |                           | RTP1       |
| 1973      | Doze Homens em Conflito               | Juror                     | RTP1       |
| 1974      | Platonov                              | Osip                      | RTP1       |
| 1974      | A Morte de um Caixeiro Viajante       | Howard Wagner             | RTP1       |
| 1975      | Sabina Freire                         |                           | RTP1       |
| 1975      | Na Armadilha                          |                           | RTP1       |
| 1975      | Português, Escritor, 45 Anos de Idade | Regedor                   | RTP1       |
| 1975      | 24, 25, 26                            | Man                       | RTP1       |
| 1975      | Sua Excelência                        | Alberto                   | RTP1       |
| 1975      | Seara de Vento                        | Carretero                 | RTP1       |
| 1975      | Legenda do Cidadão Miguel Lino        | Dr. Godinho / Soldado     | RTP1       |
| 1976      | Schweik na Segunda Guerra Mundial     | Bresttschneider / Goering | RTP1       |
| 1980      | Retalhos da Vida de um Médico         |                           | RTP1       |
| 1981      | Uma Cidade Como a Nossa               | Coach                     | RTP1       |
| 1981      | Que Farei Com Este Livro?             | Damião de Góis            | RTP1       |
| 1987      | A Borboleta na Gaiola                 | Patrício                  | RTP1       |
| 1988      | As Duas Cartas                        | José Paulo                | RTP1       |
| 1988      | Passerelle                            |                           | RTP1       |
| 1988      | O Dia em Que Raptaram o Papa          |                           | RTP1       |
| 1990      | Euronico                              |                           | RTP1       |
| 1990      | Chuva de Maio                         | Cardoso                   | RTP1       |
| 1991      | O Café do Ambriz                      | Sebastião                 | RTP1       |
| 1992      | Crónica do Tempo                      | Lopes                     | RTP1       |
| 1992      | Um Crime Perfeito                     | Rent-a-Car Employee       | RTP1       |
| 1993      | Telhados de Vidro                     | Armando                   | TVI        |
| 1993      | A Viúva do Enforcado                  |                           | SIC        |
| 1993      | A Banqueira do Povo                   | Manuel                    | RTP1       |
| 1993      | Sozinhos em Casa                      | Jerónimo                  | RTP1       |
| 1993      | Conto de Natal                        | Ti Joaquim                | RTP1       |
| 1994      | A Visita da Velha Senhora             | 3rd Man                   | RTP1       |
| 1995      | Desencontros                          | Ezequiel                  | RTP1       |
| 1996      | Roseira Brava                         | Joaquim da Horta          | RTP1       |
| 1996      | Polícias                              | Salesman                  | RTP1       |
| 1996-1997 | Vidas de Sal                          | Mestre Ruivo              | RTP1       |
| 1997      | O Pai                                 | Pastor                    | RTP1       |
| 1997      | As Aventuras do Camilo                | Repórter                  | SIC        |
| 1997      | Filhos do Vento                       | Inácio                    | RTP1       |
| 1997      | Fatima                                | The Mayor                 | RTP1       |
| 1998      | Mes enfants étrangers                 | Le grand-père             | France 2   |
| 1998      | Terra Mãe                             | Joaquim Neto              | RTP1       |
| 1998      | Ballet Rose - Vidas Proibidas         | Officer Afonso            | RTP1       |
| 1998      | Uma Casa em Fanicos                   | Fernando                  | RTP1       |
| 1999      | Fuga                                  | Funcionário do Partido    | RTP1       |
| 1999      | Diário de Maria                       | Homem das Borboletas      | RTP1       |
| 1999      | Jornalistas                           | Museum Director           | SIC        |
| 1999      | A Lenda da Garça                      | Marido de Adelina         | RTP1       |
| 1999-2000 | Esquadra de Polícia                   | Rodrigues                 | RTP1       |
| 1999-2000 | Todo o Tempo do Mundo                 | Victor                    | TVI        |
| 2000      | A Raia dos Medos                      |                           | RTP1       |
| 2000      | O Lampião da Estrela                  | Soares Coutinho           | SIC        |
| 2000      | Crianças SOS                          | Luigi Simões              | TVI        |
| 2000-2003 | O Bairro da Fonte                     | Raul                      | SIC        |
| 2001      | Super Pai                             |                           | TVI        |
| 2001      | A Hora da Morte                       | Admiral                   | RTP1       |
| 2001      | Ganância                              | Joaquim                   | SIC        |
| 2001-2002 | Filha do Mar                          |                           | TVI        |
| 2002      | Anjo Selvagem                         | Joaquim Clemente          | TVI        |
| 2002      | Sociedade anónima                     | Director                  | RTP1       |
| 2002      | Um Estranho em Casa                   | Domingos                  | RTP1       |
| 2002-2003 | O Último Beijo                        | Edmundo Melo              | TVI        |
| 2003      | Lusitana Paixão                       |                           | RTP1       |
| 2003      | O Teu Olhar                           | Francisco Monteiro        | TVI        |
| 2004      | Uma Aventura                          | Alberto                   | SIC        |
| 2004-2005 | Inspetor Max                          | Mateus / Joaquim          | TVI        |
| 2005      | João Semana                           | Rodrigo Magalhães         | RTP1       |
| 2005      | Camilo Em Sarilhos                    |                           | SIC        |
| 2006      | Quando os Lobos Uivam                 | Teotónio Louvadeus        | RTP1       |
| 2007      | Nome de Código: Sintra                | Lawyer                    | RTP1       |
| 2008      | Podia Acabar o Mundo                  | Vítor Silva               | SIC        |
| 2008-2009 | Rebelde Way                           | Bragança                  | SIC        |
| 2009      | Conta-me Como Foi                     | Samuel                    | RTP1       |
| 2009      | Liberdade 21                          | Humberto                  | RTP1       |
| 2009      | Conexão                               |                           | TVG e RTP1 |
| 2010      | O Dez                                 | Anibal                    | RTP1       |
| 2010      | Regresso a Sizalinda                  | Capitão Santos            | RTP1       |
| 2011      | O Dom                                 | Luís                      | TVI        |
| 2012      | A Viagem do Sr. Ulisses               | Lúcio                     | RTP1       |
| 2012      | Louco Amor                            | Dr. Guimarães             | TVI        |
| 2013      | Depois do Adeus                       | Retornado                 | RTP1       |
| 2013      | Mundo ao Contrário                    | Faria                     | TVI        |
| 2013      | Uma Família Açoriana                  |                           | RTP1       |
| 2013-2016 | Bem-Vindos a Beirais                  | Benjamim Marques          | RTP1       |
| 2016      | Terapia                               | Armando                   | RTP1       |

### Cinema
| Ano  | Título                      | Papel                  |
| ---- | --------------------------- | ---------------------- |
| 1965 | Rapazes de Táxis            | Taxi Driver            |
| 1968 | O Amor Desceu em Paraquedas |                        |
| 1980 | The Holy Alliance           |                        |
| 1985 | Só Acontece aos Outros      |                        |
| 1986 | A Noite e a Madrugada       | Santiago               |
| 1991 | The Curse of Marialva       | D. Grunefredo          |
| 1992 | O Luto de Electra           | Lucas Hills            |
| 1998 | Zona J                      | Capataz                |
| 1999 | Inferno                     | Carraça                |
| 2000 | Olhó Passarinho             | Joaquim                |
| 2000 | Trânsito Local              |                        |
| 2000 | Too Late                    | António                |
| 2000 | Fotoquic                    |                        |
| 2001 | Camarate                    | Sixth Witness          |
| 2002 | A Bomba                     | Old Reporter           |
| 2002 | Low-Flying Aircraft         | Police Officer         |
| 2002 | The Wolf of the West Coast  |                        |
| 2002 | The Forest                  | Macedo                 |
| 2003 | The Fascination             | Dr. Canavarro          |
| 2004 | Fado Blues                  | Salvador, the butcher  |
| 2005 | Alice                       | Railway Security       |
| 2007 | Sereia                      | Jorge                  |
| 2007 | Dot.com                     | Joaquim                |
| 2007 | Julgamento                  | Mendes Oliveira        |
| 2007 | Lobos                       |                        |
| 2007 | Kunta                       | Velho                  |
| 2009 | Alasca                      |                        |
| 2012 | Em Câmara Lenta             | Avô                    |
| 2012 | Operation Autumn            | Rosa Casaco            |
| 2012 | Imagine                     | Irritated Driver       |
| 2015 | Gasolina                    |                        |
| 2016 | A Mãe é que Sabe            | Tio Domingos           |
| 2016 | Gelo                        | Médico Chefe           |
| 2016 | Zeus                        | General Gomes da Costa |
| 2017 | De Repente, a Vida          | Narciso                |
| 2018 | O Que os Olhos Não Vêem     | Library Man            |